# Fan Zhendong
Dans ce nom, le nom de famille, Fan, précède le nom personnel Zhendong.
Fan Zhendong (chinois : 樊振東), né le 22 janvier 1997 à Guangzhou en Chine, est un pongiste chinois de renommée internationale, qui fait partie des meilleurs mondiaux depuis le milieu des années 2010. 
Après avoir rejoint l'équipe nationale chinoise de tennis de table en 2012 en tant que plus jeune membre de l'équipe à seulement 15 ans, il est devenu le plus jeune champion de l'ITTF World Tour et le plus jeune champion du monde de tennis de table. En avril 2018, il a atteint la première place du classement mondial après avoir occupé la deuxième place pendant 29 mois consécutifs, à partir de novembre 2015. Il devient champion olympique par équipe en 2021 à Tokyo, et en simple en 2024 à Paris. Cette victoire en simple aux Jeux olympiques lui permet de devenir le 6ème joueur masculin dans l'histoire à réaliser un Grand Chelem.
Droitier, il se distingue par un style de jeu très complet, offensif, basé sur l'explosivité et la puissance de ses coups. Sa carrure épaisse a conduit les fans et les commentateurs à l'appeler affectueusement « Le petit gros » (chinois : 小胖 ; pinyin : Xiǎo Pàng). Son ascension continue jusqu'au sommet du classement mondial a été suivie par un grand nombre de fans dans le monde entier, avec notamment plus d'un demi-million d'abonnés à son compte sur le réseau social chinois Weibo.
Le 27 décembre 2024, il annonce quitter les circuits internationaux WTT et ITTF.

## Biographie
En 2012, il finit premier aux Championnats du monde juniors en simple, double mixte et par équipes et décroche une médaille d'argent en double messieurs. En 2013, il devient le plus jeune joueur à avoir remporté deux opens d'affilée, celui de Pologne avant d'enchaîner sur celui d'Allemagne. La même année, il termine 2e à l'open de Suède, frôlant de peu un troisième open d'affilée. En 2014, il finit 1er aux championnats du monde par équipes à Tokyo, et remporte le titre de Champion de Chine en battant Ma Long en finale. Aux championnats du monde de 2017 à Düsseldorf, il finit deuxième en perdant 4 sets à trois face à son coéquipier Ma Long.
Fan Zhendong est le recordman de victoires de Coupe du monde en simple. Il a remporté cinq éditions, respectivement en 2016, 2018, 2019, 2020 et 2021.
En 2021, il obtient sa première médaille olympique en devenant vice-champion lors des Jeux olympiques de Tokyo. La même année il remporte les championnats du monde de tennis de table  pour la première fois face au Suédois Truls Möregårdh.
Classé numéro 1 mondial en 2023, il remporte la finale face à son compatriote Wang Chuqin lors des championnats du monde à Durban en Afrique du Sud et remporte le double messieurs aux côtés de ce même Wang Chuqin.
En 2024, lors des Jeux olympiques d'été de 2024, il remporte la médaille d'or en simple messieurs face au Suédois Truls Möregårdh (4 manches à 1) et en par équipes messieurs aux côtés de ses compatriotes Wang Chuqin et Ma Long face à l'équipe de Suède composée de Truls Möregårdh, Anton Källberg et Kristian Karlsson (3 matches à 0). 
Le 27 décembre, il met fin à sa carrière internationale afin de protester contre les amendes de non-participation infligées par World Table Tennis. Il affirme cependant qu'il continuera à jouer certaines compétitions, notamment nationales.

## Palmarès

### 2012
Championnats du monde junior:
 Simple hommes, par équipes et Double mixte &  Double hommes aux championnats du monde junior
Championnats de Chine:
 par équipes aux Championnats de Chine 2012

### 2013
Pro Tour:
 Simple hommes (Moins de 21) à l'Open de Chine
 Simple hommes à l'Open de Pologne
 Simple hommes à l'Open d'Allemagne
 Simple hommes à l'Open de Suède
 Simple hommes à la Grande Finale du Pro Tour à Dubaï
Championnats d'Asie:
 par équipes &  Double mixtes (associé à CHEN Meng) aux Championnats d'Asie
Jeux nationaux de la république populaire de Chine:
 Simple hommes &  Double hommes (associé à ZHOU Yu) et par équipes aux 12èmes Jeux nationaux de la république populaire de Chine

### 2014
Championnats du monde:
 Par équipes aux championnats du monde 2014
Jeux olympiques de la jeunesse:
 Simple hommes et par équipes mixtes aux Jeux olympiques de la jeunesse 2014
Pro Tour:
 Simple hommes à l'Open du Koweït
 Double hommes à l'Open du Qatar
 Simple hommes &  Double hommes à l'Open de Chine
 Simple hommes &  Double hommes à l'Open de Suède
Jeux d'Asie:
 par équipes &  Simple hommes et Double hommes (associé à XU Xin) aux Jeux asiatiques 2014
Coupe d'Asie:
 Simple hommes à la Coupe d'Asie de tennis de table
Championnats de Chine:
 Simple hommes et Double hommes (associé à XU Xin) &  par équipes aux Championnats de Chine 2014

### 2015
Championnats du monde:
 Simple hommes &  Double hommes (associé à ZHOU Yu) aux Championnats du monde 2015
Coupe du monde:
 par équipes &  Simple hommes à la Coupe du monde
Pro Tour:
 Simple hommes et Double hommes à l'Open du Koweït
 Simple hommes &  Double hommes à l'Open de Japon
 Simple hommes &  Double hommes à l'Open de Chine
 Simple hommes à l'Open de Pologne
 Simple hommes &  Double hommes à l'Open de Suède
 Simple hommes à la Grande Finale du Pro Tour à Lisbonne
Championnats d'Asie:
 Simple hommes, Double hommes (associé à XU Xin), Double mixtes (associé à CHEN Meng) et par équipes aux Championnats d'Asie
Coupe d'Asie:
 Simple hommes à la Coupe d'Asie de tennis de table
Championnats de Chine:
 Simple hommes et par équipes &  Double mixtes (associé à MU Zi) aux Championnats de Chine 2015

### 2016
Championnats du monde:
 Par équipes aux championnats du monde 2016
Coupe du monde:
 Simple hommes à la Coupe du monde
Pro Tour:
 Simple hommes et Double hommes à l'Open du Koweït
 Simple hommes &  Double hommes à l'Open du Qatar
 Simple hommes &  Double hommes à l'Open du Japon
 Simple hommes et Double hommes à l'Open de Corée du Sud
 Simple hommes &  Double hommes à l'Open de Chine
 Simple hommes à la Grande Finale du Pro Tour à Doha
Championnats de Chine:
 Simple hommes et Double hommes (associé à ZHOU Yu) &  par équipes aux Championnats de Chine 2016

### 2017
Championnats du monde:
 Simple hommes &  Double hommes (associé à XU Xin)aux Championnats du monde 2017
Pro Tour:
 Simple hommes à l'Open de Qatar
 Simple hommes &  Double hommes à l'Open du Japon
 Double hommes à l'Open de Chine
 Simple hommes à l'Open d'Allemagne
 Simple hommes &  Double hommes à l'Open de Suède
 Simple hommes à la Grande Finale du Pro Tour à Astana
Championnats d'Asie:
 Simple hommes, Double hommes (associé à Lin Gaoyuan) et par équipes aux Championnats d'Asie
Coupe d'Asie:
 Simple hommes à la Coupe d'Asie de tennis de table
Jeux nationaux de la république populaire de Chine:
 Simple hommes &  Double hommes (associé à ZHOU Yu) &  Double mixtes (associé à ZHU Yuling) et par équipes aux 13èmes Jeux nationaux de la république populaire de Chine

### 2018
Championnats du monde:
 Par équipes aux championnats du monde 2018
Coupe du monde:
 par équipes à la Coupe du monde
 Simple hommes à la Coupe du monde
Pro Tour:
 Simple hommes et Double hommes à l'Open de Hongrie
 Simple hommes et Double hommes à l'Open du Qatar
 Simple hommes &  Double hommes à l'Open de Chine
 Simple hommes à l'Open de Suède
 Simple hommes à l'Open d'Autriche
Quart de finale Simple hommes à la Grande Finale du Pro Tour à Incheon
Jeux d'Asie:
 Simple hommes et par équipes aux Jeux asiatiques 2018
Coupe d'Asie:
 Simple hommes à la Coupe d'Asie de tennis de table

### 2019
Coupe du monde:
 par équipes à la Coupe du monde
 Simple homme à la Coupe du monde
Pro Tour:
 Simple hommes à l'Open d'Allemagne
 Double hommes à l'Open de Suède
 Double hommes à l'Open du Japon
 Double hommes à l'Open de Corée du Sud
 Simple hommes à l'Open d'Autriche
 Simple hommes et Double hommes à la Grande Finale du Pro Tour à Zhengzhou
Coupe d'Asie:
 Simple hommes à la Coupe d'Asie de tennis de table

### 2020
Coupe du Monde 2020:
 Coupe du monde en simple messieurs.
Pro Tour:
 Grande Finale du Pro Tour en simple messieurs.
 Open du Qatar en simple messieurs.
Jeux Olympiques:
 Jeux Olympiques à Tokyo au Japon en simple messieurs.
 Par équipes hommes aux Jeux Olympiques à Tokyo au Japon.

### 2021
Championnats du monde:
 Championnats du monde
2021 en simple messieurs.
WTT :
 WTT Cup Finals en simple messieurs.

### 2022
WTT:
 Grand Smash de Singapour 2022 en simple messieurs &  double messieurs (associé à WANG Chuqin).

### 2023
WTT:
 Grand Smash de Singapour 2023 en simple &  double messieurs (associé à WANG Chuqin).
 WTT Champions Xinxiang 2023 en simple messieurs.
 WTT Star Contender Ljubljana 2023 en simple messieurs.
Championnats du monde:
 Championnats du monde 2023 Simple hommes &  Double hommes (associé à WANG Chuqin)
Jeux d'Asie:
 Double hommes aux Jeux asiatiques de 2023 (associé à Wang Chuqin)
Championnats d'Asie:
 Double hommes aux Championnats d'Asie de 2023 (associé à Lin Gaoyuan)

### 2024
Championnats du monde:
 Par équipes aux championnats du monde 2024
Jeux olympiques
 2024 : Champion olympique en simple et par équipes à Paris
WTT : 
 WTT Champions Chongqing 2024 en simple messieurs.